# نزار ضاهر

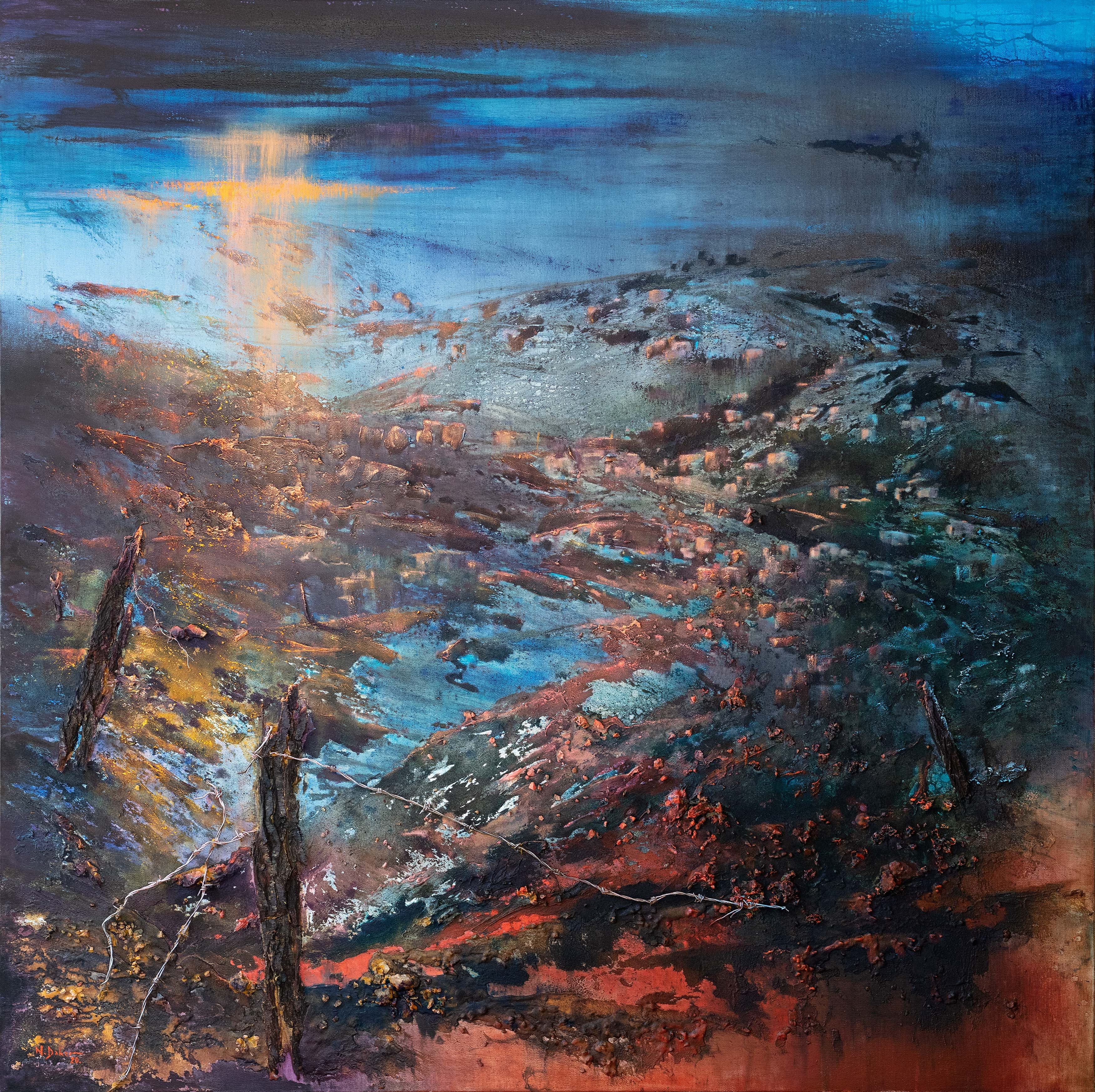
لوحة زيتية بعنوان "الأرض اليباب" لنزار ضاهر

نزار ضاهر هو فنّان تشكيلي لبناني، ولد في 6 تشرين الثاني 1951 في قرية كفردان في البقاع الأوسط.
تلقى علومه الإبتدائية في «المدرسة الحديثة» في بعلبك؛ ثم انتقل إلى العاصمة بيروت عام 1965، وتنقّل في عدة مدارس منها المدرسة الرسمية في فرن الشباك، وثانوية رأس النبع الحديثة الرسمية.

## الدراسة والفن
تأثر بالرسوم التي كانت تظهر على صفحات الصحف والمجلات كالمصوّر وروز اليوسف والأخبار والأهرام، فكان يقلّدها؛ وكان للجو السياسي السائد آنذاك أثره على مواضيع رسوماته الأولى، تحوّلت موضوعاته بعد ذلك لتشمل الأشجار الصفراء والسماء الرمادية الحزينة. ظهرت أولى رسوماته المنشورة على صفحات عدد مجلة «الرسالة الحديثة» الصادر بتاريخ 1 حزيران 1965، ومنها رسم للأمير بشير الشهابي.
توجّه إلى الاتحاد السوفياتي في 6 تشرين الأول 1976، والتحق بأكاديمية الفنون - معهد ريبين عام 1977، بعد أن تابع دراسة اللغة الروسية وبعض المواد في تاريخ الفن في معهد «البوليتكنيك». حصل على شهادة الماجستير في الرسم والتصوير، ثم على شهادة الدكتوراه في فلسفة البحث الفني، متناولاً المنظر الطبيعي في الدول العربية.
أنشأ أول محترف له في قرية تمنين. عمل في معهد الفنون الجميلة في الجامعة اللبنانية ولا يزال. كما عمل في قسم الآثار والفنون في كلية الآداب في البقاع عام 1990، وهو مستشار في الأكاديمية اللبنانية للفنون (Alba) في جامعة البلمند. أدار معهد الفنون الجميلة في الجامعة اللبنانية منذ 1993 حتى عام 1995، ثم أنشأ محترفاً آخر في بيروت.
حصل عام 1992 على رتبة «أستاذ» في معهد الفنون الجميلة التابع للجامعة اللبنانية، ودكتوراه (PH.D) في العلوم الفنية من الاتحاد السوفياتي عام 1987.
منذ عام 2017، شغل منصب نقيب الفنانين التشكيليين اللبنانيين، إضافة لمنصب مستشار وزير الثقافة. كما عمل عام 2016 مستشاراً للعلاقات العامة ولشؤون الفنون التشكيلية لهيئة إدارة المهرجان الدولي للفنون التشكيلية بالمحرس في تونس.

## المعارض
أقام ضاهر واحداً وعشرين معرضاً خاصاً في لبنان والخارج، كالاتحاد السوفييتي (1986)، الكويت (2007)، روسيا (2003)، السعودية (2003)، وغيرها.
تتواجد أعماله الفنية ضمن مجموعات المتاحف الروسية والصينية والعربية، كمتحف الأرميتاج في بطرسبورغ، روسيا، والمتحف الوطني الصيني للفنون في بيجينغ، ومتحف الشرق في موسكو، ومتحف الأبحاث العلمية في أكاديمية الفنون الروسية في بطرسبورغ، ومتحف الفن الحديث في الكويت، ومتحف وزارة الثقافة التونسية في تونس، والمتحف الوطني للفنون الجميلة في عمّان، ومكتبة رئيس روسيا الاتحادية في الكرملين في موسكو، ومتحف بوشكين الحكومي في محمية ميخايلوفسكي في روسيا، ومتحف CAFA- الأكاديمية المركزية الصينية للفنون في بيجينغ، و«متحف الرئيس الأول» في جمهورية كازاخستان ومتحف الجامعة اللبنانية ومتحف «ننغبو» “Ningbo Museum” في الصين، والمتحف الوطني الصيني مجلة الجيش اللبناني، العدد 318 - كانون الأول 2011: لوحتان من أعمال نزار ضاهر في المتحف الوطني الصيني (NAMOC) والمتحف الروسي الحكومي في بطرسبورغ، إضافة إلى مجموعة الحبر الأعظم البابا فرنسيس الأول في الفاتيكان.

## الجوائز والتكريمات
حصل ضاهر عام 2018 على وسام بوشكين للثقافة والفنون من رئيس جمهورية روسيا الاتحادية، وعلى وسام الإستحقاق الروسي– أكاديمية الفنون الروسية – موسكو عام 2015، كما يحمل وسام الاستحقاق اللبناني الفضي ذو السعف، ووسام الشرف المكرّس للإسهام في تعزيز الصداقة اللبنانية–الروسية (2005). أما الألقاب التي حصل عليها فتشمل لقب «أكاديمي شرف» لفنان تشكيلي عربي– الأكاديمية الروسية للفنون– موسكو (2013) وأول لقب «أكاديمي كامل العضوية» في الشرق الأوسط– أكاديمية بطرس الأكبر– بطرسبورغ– روسيا؛ ودبلوم من المرتبة الأولى صادر عن متحف بوشكين الحكومي، روسيا، و«دكتوراه شرف» تقديراً للإنجازات الفنية – أكاديمية الفنون، بطرسبورغ–روسيا (2003). وشهادة تقدير للمساهمة في تعزيز الصداقة اللبنانية– الروسية (1995).
عام 2018، أصدرت وزارة الاتصالات في لبنان طابعاً بريدياً يحمل صورة لوحة «غروب» (مقتنيات المتحف الوطني الصيني للفنون – بيجينغ)، إضافة إلى طابع صدر عام 2007 يحمل صورة لوحة «تلال» (مقتنيات متحف الأرميتاج العالمي – روسيا).